# Ceralocyna margareteae
Ceralocyna margareteae là một loài bọ cánh cứng trong họ Cerambycidae.